# Campeonato Alagoano 2013
In 2013 werd het 83ste Campeonato Alagoano gespeeld voor voetbalclubs uit de Braziliaanse staat Alagoas. De competitie werd georganiseerd door de Federação Alagoana de Futebol en werd gespeeld van 12 januari tot 19 mei. CRB werd kampioen.

## Eerste fase
| Plaats | Club                 | Wed. | W | G | V | Saldo | Ptn. |
| ------ | -------------------- | ---- | - | - | - | ----- | ---- |
| 1.     | Corinthians Alagoano | 14   | 7 | 3 | 4 | 26:16 | 24   |
| 2.     | Murici               | 14   | 6 | 4 | 4 | 24:16 | 22   |
| 3.     | CSA                  | 14   | 6 | 4 | 4 | 23:16 | 22   |
| 4.     | CEO                  | 14   | 5 | 5 | 4 | 17:14 | 20   |
| 5.     | Sport Atalaia        | 14   | 5 | 3 | 6 | 19:26 | 18   |
| 6.     | Comercial            | 14   | 4 | 5 | 5 | 15:15 | 17   |
| 7.     | CSE                  | 14   | 4 | 4 | 6 | 15:21 | 16   |
| 8.     | União                | 14   | 3 | 4 | 7 | 10:25 | 13   |

|  | Geplaatst voor tweede fase en Copa do Brasil 2014 |
|  | Geplaatst voor tweede fase                        |
|  | Degradatietoernooi                                |

## Tweede fase

### Degradatietoernooi
| Plaats | Club          | Wed. | W | G | V | Saldo | Ptn. |
| ------ | ------------- | ---- | - | - | - | ----- | ---- |
| 1.     | Comercial     | 6    | 4 | 1 | 1 | 16:8  | 13   |
| 2.     | CSE           | 6    | 3 | 2 | 1 | 14:10 | 11   |
| 3.     | União         | 6    | 2 | 1 | 3 | 4:9   | 7    |
| 4.     | Sport Atalaia | 6    | 0 | 2 | 4 | 5:12  | 2    |

|  | Degradatie |

### Groepsfase
| Plaats | Club                 | Wed. | W | G | V | Saldo | Ptn. |
| ------ | -------------------- | ---- | - | - | - | ----- | ---- |
| 1.     | CRB                  | 10   | 6 | 2 | 2 | 19:7  | 20   |
| 2.     | CSA                  | 10   | 4 | 5 | 1 | 16:11 | 17   |
| 3.     | ASA                  | 10   | 4 | 2 | 4 | 16:16 | 14   |
| 4.     | CEO                  | 10   | 4 | 1 | 5 | 10:18 | 13   |
| 5.     | Murici               | 10   | 3 | 2 | 5 | 13:16 | 11   |
| 6.     | Corinthians Alagoano | 10   | 2 | 2 | 6 | 15:21 | 8    |

|  | Geplaatst voor derde fase |

## Derde fase
In geval van gelijkspel wint de club met de beste notering in de competitie in de halve finale, in de finale worden strafschoppen genomen.
|  | Halve finale | Halve finale | Halve finale |       |     | Finale | Finale | Finale |
|  |              |              |              |       |     |        |        |        |
|  | CSA          | 1            | 1            |       |     |        |        |        |
|  | ASA          | 0            | 1            |       |     |        |        |        |
|  | ASA          | 0            | 1            |       | CSA | 2      | 1 (3)  |        |
|  |              |              |              |       | CSA | 2      | 1 (3)  |        |
|  |              | CRB          | 4            | 0 (4) |     |        |        |        |
|  | CEO          | CRB          | 4            | 0 (4) | 1   | 1      |        |        |
|  | CEO          |              |              |       | 1   | 1      |        |        |
|  | CRB          | 1            | 2            |       |     |        |        |        |

## Kampioen
| Campeonato Alagoano de 2013 |
| Alagoas                     |
| --------------------------- |
| CRB Kampioen (27° titel)    |